# أنقليس ثعباني زيتوني
أنقليس ثعباني زيتوني (الاسم العلمي: Ophichthus rutidoderma) هو نوع من الأنقليس، يتبع فصيلة الأنقليس الثعباني.